# Lasippa alabatana
Lasippa alabatana är en fjärilsart som beskrevs av Hans Fruhstorfer 1908. Lasippa alabatana ingår i släktet Lasippa och familjen praktfjärilar. Inga underarter finns listade i Catalogue of Life.